# Chakenahalli, Holenarsipur
Chakenahalli là một làng thuộc tehsil Hole Narsipur, huyện Hassan, bang Karnataka, Ấn Độ.